# Singpur
Singpur fou un estat tributari protegit del grup de Mehwas. Tenia 400 habitants i uns ingressos de 240 lliures el 1879. El 1818 el capità Briggs va reconèixer al cap Bhikna Parvi com a feudatari del sobirà de Budaval i va rebre un subsidi de 20 lliures a l'any. Bhikna fou succeït pel seu fill Gumla, i aquest pel seu fill Bapu, un minor, passant l'administració al subagent polític. El sobirà era un bhil i residia a Singpur.